# スキッドモア・オーウィングズ・アンド・メリル

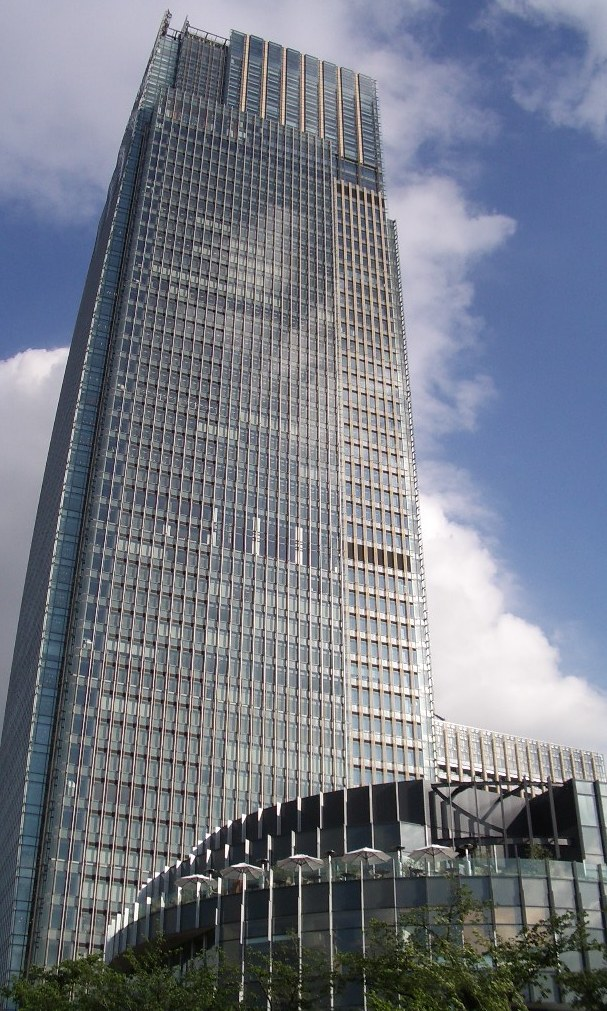
東京ミッドタウンタワー

スキッドモア・オーウィングズ・アンド・メリル（Skidmore, Owings & Merrill, 略称 SOM）とは、1936年にシカゴで結成された、アメリカ合衆国最大級の建築設計事務所。

## 概要
シカゴ本社に次いで1937年にはニューヨークに事務所を開いたほか、現在では全米各地およびロンドン、香港、上海にも事務所を置く。大きな商業建築を主に手がけており、特に超高層ビルに佳作が多く、鉄とガラスからなる箱状の「インターナショナル・スタイル」と呼ばれるモダニズム建築様式を世界中に広めることに貢献した。
SOMに所属した（所属している）主要な建築家としては、ルイス・スキッドモア（Louis Skidmore; 1897年-1962年）、ネイサン・オーウィングズ（Nathaniel Owings; 1903年-1984年）、ジョン・メリル（John Merrill; 1896年-1975年）の三人の創業者のほか、ゴードン・バンシャフト(Gordon Bunshaft; 1909年-1990年)、マイロン・ゴールドスミス（Myron Goldsmith; 1918年-1996年）、ウオルター・ネッチュ（Walter Netsch; 1920年-2008年）、ブルース・グラハム（Bruce Graham; 1925年生まれ）、デイヴィッド・チャイルズ（David Childs; 1941年-）、ロジャー・ダフィ（Roger Duffy）、クレイグ・W・ハートマン（Craig W. Hartman 1995年-) らがいる。

## 主要作品

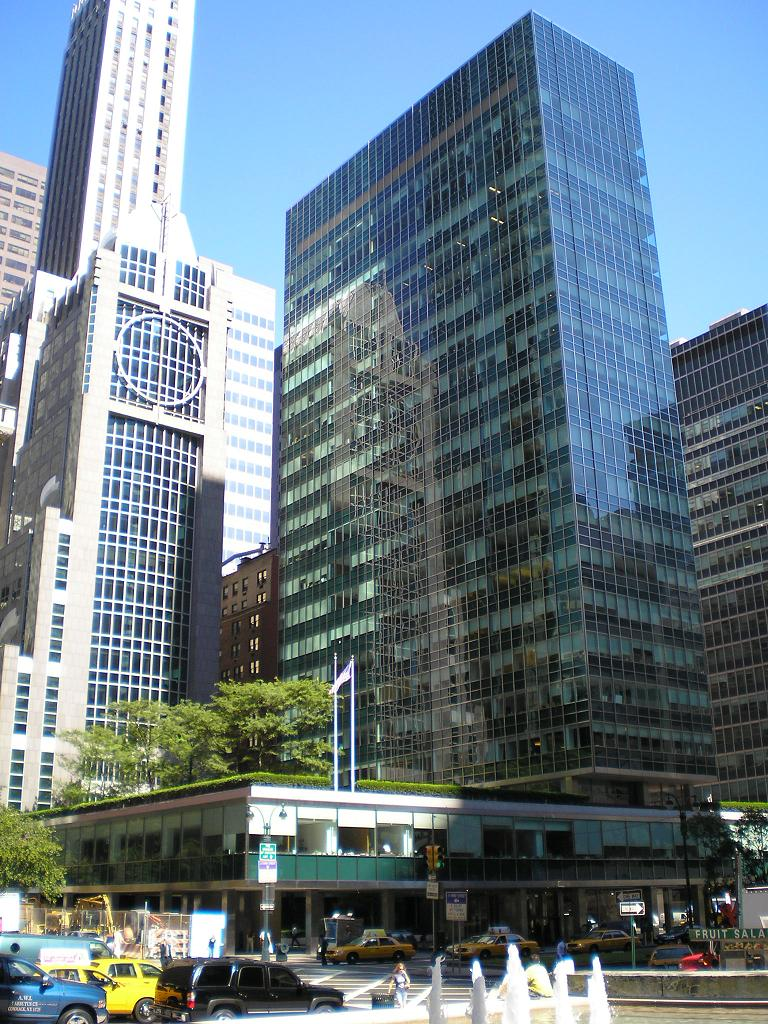
リーバ・ハウス（1951年）David Shankbone撮影

- リーバ・ハウス（ニューヨーク・1952年）（バンシャフト担当）
- ジョン・ハンコック・センター （シカゴ・1970年）（グラハム担当）
- ウィリス・タワー（旧シアーズ・タワー、シカゴ・1974年）（グラハム担当）
- ジンマオタワー（金茂タワー）（上海・1999年）
- 紫峰タワー（南京・2009年）
- 1 ワールドトレードセンター （WTC跡地に建設予定）（チャイルズ担当）
- 東京ミッドタウン（六本木の防衛庁檜町駐屯地跡地）
- サンフランシスコ国際空港（ハートマン担当）
- Cathedral of Christ the Light（カリフォルニア・オークランド・2009年）
- ブルジュ・ハリーファ （アラブ首長国連邦・ドバイ・2010年）
- ウェルズ・ファーゴ・プラザ
- アル・ラジヒ・タワー（サウジアラビア・リヤド、建設中）
- 海雲台LCT The Sharp（釜山市・2019年）
- 杭州世紀中心（杭州市・2023年）
- 台北双子星（2027年）